# Liste der Kulturgüter in Kemmental
Die Liste der Kulturgüter in Kemmental enthält alle Objekte in der Gemeinde Kemmental im Kanton Thurgau, die gemäss der Haager Konvention zum Schutz von Kulturgut bei bewaffneten Konflikten, dem Bundesgesetz vom 20. Juni 2014 über den Schutz der Kulturgüter bei bewaffneten Konflikten sowie der Verordnung vom 29. Oktober 2014 über den Schutz der Kulturgüter bei bewaffneten Konflikten unter Schutz stehen.
Objekte der Kategorie A sind im Gemeindegebiet nicht ausgewiesen, Objekte der Kategorie B sind vollständig in der Liste enthalten, Objekte der Kategorie C fehlen zurzeit (Stand: 1. Januar 2023).

## Kulturgüter
| Foto |                                                                                    | Objekt                                                   | Kat. | Typ | Standort                                         | Beschreibung |
| ---- | ---------------------------------------------------------------------------------- | -------------------------------------------------------- | ---- | --- | ------------------------------------------------ | ------------ |
| ja   | Datei hochladen · Wikidata zu Bauerngut Kull (Q29883111)                           | Bauerngut Kull KGS-Nr.: 05079                            | B    | G   | Dippishausen, Ringstrasse 2 730035 / 275563      |              |
| ja   | Datei hochladen · Wikidata zu Schleifenrain, mittelalterliche Burgruine (Q1013889) | Schleifenrain, mittelalterliche Burgruine KGS-Nr.: 07112 | B    | F   | 725080 / 273880                                  |              |
| ja   | Datei hochladen · Wikidata zu Reformierte Kirche (Q29883120)                       | Reformierte Kirche Alterswilen KGS-Nr.: 13748            | B    | G   | Alterswilen, Kirchstrasse 2.1 729037 / 274625    |              |
| ja   | Datei hochladen · Wikidata zu Reformierte Kirche (Q29883117)                       | Reformierte Kirche Hugelshofen KGS-Nr.: 13750            | B    | G   | Hugelshofen, Oberdorfstrasse 1.2 726074 / 273354 |              |